# Arbeiterkolonie Kronenberg

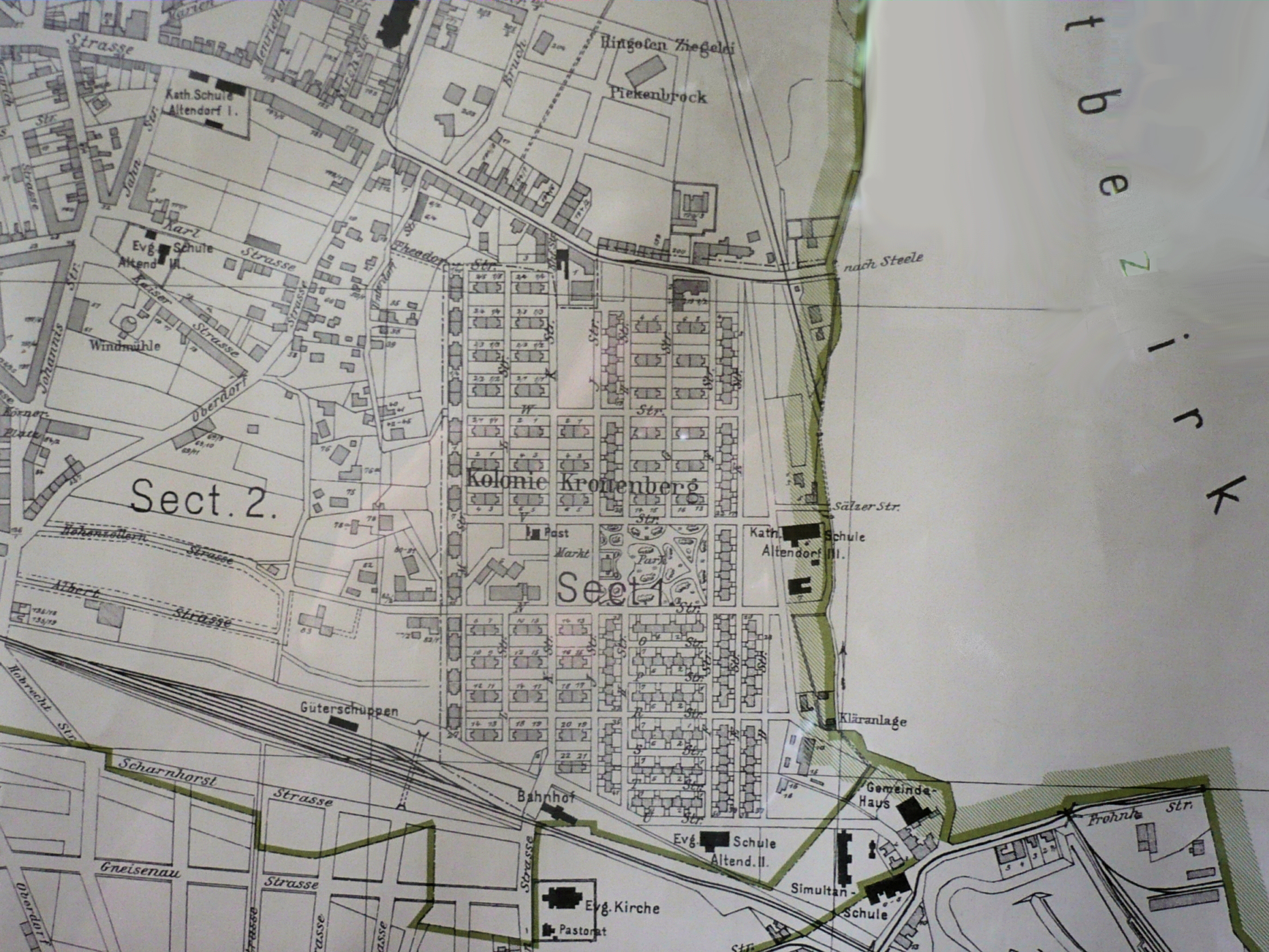
Arbeiterkolonie Kronenberg auf einer Übersichtskarte der Bürgermeisterei Altendorf aus dem Jahre 1898 im Maßstab 1:5000; im Osten schließt sich die Krupp-Gussstahlfabrik im hier nicht dargestellten Stadtbezirk Essen an

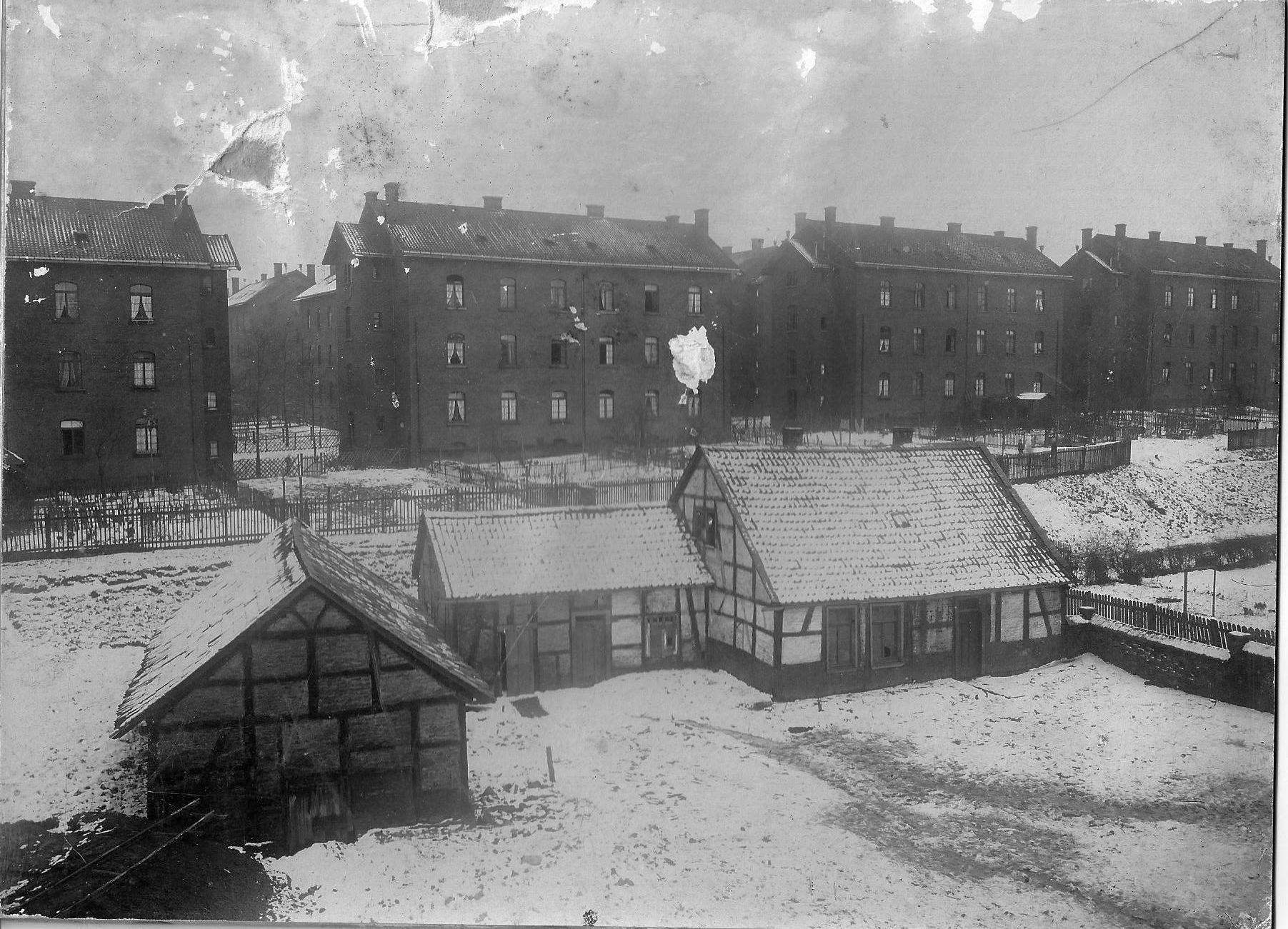
Hammacherhof mit Blick auf die Kolonie Kronenberg

Die Arbeiterkolonie Kronenberg (auch: Colonie Cronenberg) war eine Arbeitersiedlung westlich des damaligen Stadtbezirks Essen auf heutigem Gebiet von Altendorf und dem Westviertel. Sie wurde durch die Firma Fried. Krupp nach der Deutschen Reichsgründung zum größten Teil in den Jahren 1871 bis 1874 für ihre Arbeiter errichtet. In den Jahren 1937 und 1938 wurde ein Großteil der Siedlung zur Erweiterung der Gussstahlfabrik niedergelegt. Grund war, dass die damals als Waffenschmiede des Deutschen Reiches bezeichnete Fabrik mehr Platz für weitere Werke der Waffenproduktion benötigte.

## Vorgeschichte
Anfang der sechziger Jahre des 19. Jahrhunderts sah sich der Firmeninhaber Alfred Krupp genötigt, für seine stetig steigende Zahl von Arbeitern seiner rasch expandierenden Gussstahlfabrik, auf dem Gelände des heutigen Krupp-Gürtels, selbst Wohnraum zu schaffen. Eine sich zuspitzende Wohnungsnot in Essen resultierte aus Zuwanderungen von Arbeitskräften für die kruppsche Industrie, aber auch den aufstrebenden Bergbau in der Region. Daraufhin richtete Alfred Krupp ein firmeninternes Baubüro unter der Leitung des Regierungsbaumeisters Gustav Kraemer ein.
Die Arbeiterkolonie Kronenberg war die letzte errichtete Wohnkolonie unter Alfred Krupp. Zuvor begann der kruppsche Wohnungsbau mit der Errichtung zweier so genannter Meisterhäuser in den Jahren 1861/1862 und der Arbeiterkolonie Alt-Westend 1863. Nach dem Ende der Gründerzeit 1874, nach dem Bau der Kolonien Nordhof, Schederhof, Baumhof und schließlich Kronenberg, musste das Vorhaben aus finanziellen Gründen eingestellt werden. Erst um 1891 begannen unter Friedrich Alfred Krupp neue Aktivitäten des kruppschen Wohnungsbaus in neuem Maßstab mit den Siedlungen Alfredshof und Altenhof.

## Die Kolonie Kronenberg
Diese letzte unter Alfred Krupp errichtete Arbeiterkolonie entwickelte sich zu seinem größten Wohnungsbauvorhaben. Sie erstreckte sich auf rund 19 Hektar westlich der Gussstahlfabrik und nördlich angrenzend an die Bergisch-Märkische Eisenbahnstrecke, auf dem Gebiet des damals selbständigen Altendorfs, seit 1901 ein Stadtteil von Essen. Das freie Feld, auf dem ein Teil der Arbeiterkolonie errichtet wurde, gehörte zuvor dem Wirt Crone der gleichnamigen damaligen Gastwirtschaft an der Altendorfer Straße, auf den die Namensgebung zurückgeht. Krupp kaufte Anfang der 1870er Jahre den Besitz des Wirts Crone, betrieb jedoch die Gastwirtschaft zunächst weiter. Westlich der Arbeiterkolonie bildete die Bärendelle die Grenze zu damals landwirtschaftlich geprägten Flächen. Der Bach Bärendelle (einst: Beerenbach) entsprang am heutigen Frohnhauser Platz und floss Richtung Altendorf. Die Arbeiterkolonie war als selbständiger Ort mit Freizeit- und Gemeinschaftseinrichtungen geplant, was sie in diesem Ausmaß von den anderen bestehenden Arbeiterkolonien unterschied.
Der Bau der Arbeiterkolonie in den Jahren 1871 bis 1874 fiel in die Nachkriegszeit des Deutsch-Französischen Krieges 1870/1871. Bis in die 1880er Jahre war dieses eine Zeit der Not und knapper Lebensmittel. Auch in der Kolonie gab es einen hohen Wohnungsleerstand, so das Krupp seine Beschäftigten anwies, hier eine Wohnung zu beziehen. Viele Beschäftigte kamen dieser Aufforderung nach, auch um der sonst drohenden Gefahr eines Jobverlustes zu entgehen.
Zunächst verfügte die Kolonie über 1356 Wohnungen in 221 Häusern. Nach weiterem Ausbau, auch noch nach 1874, erhöhte sich die Anzahl der Wohnungen auf gut 1570, die für etwa 8000 Menschen gedacht waren. Unter den bis 1874 errichteten 1356 Wohnungen waren 693 Zweiraum-, 528 Dreiraum-, 129 Vierraum- und sechs Fünfraumwohnungen, meist aufgeteilt in eine Wohnküche und einen Schlafraum bzw. weitere zusätzliche Wohnräume. Die Essener Volkszeitung gibt in ihrer Ausgabe vom 30. April 1876 an, dass in der Kolonie Kronenberg 6095 Menschen wohnen, davon sind 3802 katholisch, 2218 evangelisch und 75 andersgläubig.
Die Häuser hatten Gewölbekeller und boten einen Gemeinschaftsdachboden unter einem mit Dachziegeln gedeckten Dach. Zudem gab es Toiletten auf dem Treppenabsatz. Um die Häuser herum gab es Gärten und gemeinschaftliche Bleichplätze. Die Außenwände der Häuser waren massiv mit unverputzten Ziegelsteinen gemauert, die Innenwände bestanden aus Steinfachwerk. Die überwiegend dreieinhalbgeschossigen Wohnhäuser waren rechtwinklig angeordnet, wobei sich am Ostrand und mittig der Siedlung langgezogene Wohnblöcke in Nord-Süd-Richtung sowie am Westrand kurze Blöcke in gleicher Richtung erstreckten. Rechtwinklig dazwischen waren Zwölffamilienhäuser in Dreier- bzw. Zweierreihe angeordnet. Nahe der Bahnstrecke befanden sich zudem zusammenhängende Zeilen von Sechsfamilienhäusern.
Die Straßen der Kolonie Kronenberg waren ursprünglich alphabetisch mit Buchstaben gekennzeichnet. Sie begannen mit dem Buchstaben D und endeten unter Auslassung der Buchstaben I und Q mit dem Buchstaben W. Straßennamen wurden 1902 eingeführt:
| Straße nach Buchstabe | Umbenennung 1902 und aktuelle Lage                                                                       |
| --------------------- | --- |
| D-Straße              | Ascherfeldstraße, 1938 aufgehoben und überbaut                                                           |
| E-Straße              | Pieperstraße, 1938 aufgehoben und überbaut                                                               |
| F-Straße              | Loerbrocksstraße, 1938 aufgehoben und überbaut                                                           |
| G-Straße              | Lorsbachstraße, 1938 aufgehoben und überbaut                                                             |
| H-Straße              | Eichhoffstraße, 1938 aufgehoben und überbaut                                                             |
| J-Straße              | Uhlenhautstraße, 1938 aufgehoben und überbaut                                                            |
| K-Straße              | Margaretenstraße, seit 1915 Teil der Haedenkampstraße                                                    |
| L-Straße              | Hoeckerstraße                                                                                            |
| M-Straße              | Richterstraße, 1959 davon abgetrennt Kleine Richterstraße                                                |
| N-Straße              | Hagenbeckstraße, seit 1913 hier Buddestraße                                                              |
| O-Straße              | Drogandstraße, 1938 aufgehoben und überbaut                                                              |
| P-Straße              | Petzstraße, 1938 aufgehoben und überbaut                                                                 |
| R-Straße              | Asbeckstraße, 1938 aufgehoben und überbaut                                                               |
| S-Straße              | Schwaigerstraße, 1938 aufgehoben und überbaut                                                            |
| T-Straße              | Lindnerstraße, 1938 aufgehoben und überbaut                                                              |
| U-Straße              | Kraemerstraße, seit 1915 Teil der Haedenkampstraße                                                       |
| V-Straße              | Sälzerstraße, östlich der Haedenkampstraße vor 1955 aufgehoben, brach liegengelassen und später überbaut |
| W-Straße              | Erathstraße, 1938 aufgehoben und überbaut                                                                |

Die Siedlungsstruktur wurde zentral durch eine Ortsmitte unterbrochen. Diese lag vor der noch erhaltenen Bierhalle und bestand aus einem Marktplatz für den Wochenmarkt, einer Parkanlage mit Musikpavillon und diversen Gemeinschaftseinrichtungen. Zu denen gehörte eine zentrale Konsumanstalt, also ein Geschäft mit Dingen des täglichen Bedarfs für die Arbeiter. Der regelmäßig stattfindende Wochenmarkt wurde seit 1874 durch die Konsumanstalt betrieben. Nach rund zweijähriger Bauzeit ging am 21. März 1903 ein Neubau für die Konsumanstalt an der Ecke Sälzerstraße, Pieperstraße (zuvor E-Straße) in Betrieb. Ebenfalls zu dieser Zeit wurde ein neuer, achteckiger Musikpavillon in der Parkanlage nahe dem Marktplatz eingeweiht. Er bestand aus einer Eisenkonstruktion mit kunstvollen Schmiedearbeiten und ersetzte einen alten, bereits abgerissenen Musikpavillon. Zusätzlich verfügte die Konsumanstalt speziell in der Kolonie Kronenberg über Kolonialwaren, Schuhwaren, eine Schlächterei und sogenannte Manufacturwaren, zu denen man Kurzwaren, Kleidung, Nähmaschinen und Ähnliches zählte. Weitere Gemeinschaftseinrichtungen waren die Bierhalle mit Kegelbahn, Biergarten und angeschlossenem Versammlungssaal für bis zu 1500 Personen sowie eine Poststelle. Der Versammlungssaal stand für Festlichkeiten und als Vereinslokal für Mitglieder der Gussstahlfabrik zur Verfügung und hatte zudem Bibliotheksschränke und eine Theaterbühne, auf der in den Wintermonaten Vorstellungen des Essener Stadttheaters gegeben wurden. Auf die ganze Siedlung verteilt gab es weitere Ausgabestellen der Konsumanstalt, eine Apotheke sowie Spielplätze und im Südosten, außerhalb der Kolonie, drei Schulgebäude. Die katholische Schule im Osten an der Sälzerstraße und die evangelische Schule im Süden der Kolonie waren als Privatschulen, getragen von der Firma Krupp, zur Entlastung der städtischen Schulen eingerichtet und boten, jeweils getrennt für Jungen und Mädchen, acht Jahrgangs-Klassen. Östlich der evangelischen Schule lag die 1877 eröffnete Simultanschule für Kinder beider Konfessionen. Dort lag auch der Kraemerplatz, etwa dort, wo heute die Haedenkamp- auf die Frohnhauser Straße trifft. Dieser galt als Tor zur Gussstahlfabrik. Hier gab es Kneipen, Geschäfte, eine Bäckerei und das erste evangelische Gemeindehaus. Nördlich außerhalb der Kolonie ging aus einer 1872 bis 1873 errichteten katholischen Notkirche an der Helenenstraße der heutige, 1892 erbaute Altendorfer Dom (St. Mariä Himmelfahrt) hervor, der seit 1994 unter Denkmalschutz steht. Südlich der Bahnstrecke kam 1882 die Lutherkirche hinzu.
Nachdem Kaiser Wilhelm I. im August 1877 die Gussstahlfabrik besuchte, zog er auch durch die U-, T-, R- und K-Straße zum Marktplatz und weiter durch die Kolonie Kronenberg zur Limbecker Chaussee (heute Altendorfer Straße) nach Essen. Im Dezember 1899 stellte die Firma Krupp 500.000 Mark für den Bau weiterer Arbeiterwohnungen in der Kolonie Kronenberg zur Verfügung. Am 5. April 1900 berichtete die Essener Volkszeitung, dass an mehreren Häusern der Kolonie sowie an den südöstlich angrenzenden Beamtenhäusern der Zeche Sälzer-Neuack erhebliche Bergschäden aufgetreten sind, die durch das darunterliegende Grubenfeld der Zeche Hagenbeck verursacht wurden. Besonders betroffen waren Gebäude in der F-Straße, in der eines mit Balken und Stämmen gestützt werden musste.
1901 wurde in einer Wohnung der Arbeiterkolonie Kronenberg der spätere Verleger und Unternehmer Jakob Funke geboren.
In den Jahren 1912 und 1913 wurde das alte Empfangsgebäude des Altendorf-Cronenberg und später Altendorf Essen-Süd genannten Bahnhofs durch das heutige des seit 1901 Essen West genannten Bahnhofs ersetzt. Der alte, 1884 in Betrieb gegangene Bahnhof lag damals nördlich der Bergisch-Märkischen Eisenbahnstrecke, ungefähr gegenüber der Lutherkirche. Ebenfalls 1912 besuchte Wilhelm II. anlässlich des hundertjährigen Bestehens der Firma Krupp ihre damals bedeutendste Arbeiterkolonie Kronenberg.

## Das Areal zur Zeit des Nationalsozialismus
Um 1910 wurde das heute noch erhaltene Gebäude der Bierhalle errichtet und ersetzt damit den Ursprungsbau. Am 24. April 1928 wurde der 26-jährige Nationalsozialist Gottfried Thomae während Auseinandersetzungen mit Kommunisten bei der Flucht in die Bierhalle vom Kommunisten Lottes durch einen Schuss aus einem gestohlenen Polizeirevolver getötet. Thomae war NSDAP-Mitglied, SA-Truppführer und Gründer und Leiter der Ortsgruppe Essen-Dellwig-Frintrop. Von den Nationalsozialisten zum Blutzeugen erklärt, wurden der Limbecker Platz, die Altendorfer Straße und das Glückaufhaus nach ihm benannt. In Anwesenheit von Joseph Goebbels wurde er in Essen beigesetzt.
Zur Zeit des Nationalsozialismus profitierte Krupp zwar von der steigenden Konjunktur, jedoch stieg die Einflussnahme des Hitler-Regimes so, dass auch Vorstandspositionen von diesem neu besetzt wurden. Eine Folge daraus war, dass Teile der Kolonie Kronenberg zu dieser Zeit unter anderem einer Panzerwerkstatt und damit der Erweiterung der Gussstahlfabrik weichen mussten. Damit wurden in den Jahren 1937 und 1938 die Häuser der östlichen Straßen der Kolonie bis hin zur Haedenkampstraße abgerissen. Ebenso wurde der Wochenmarkt im Januar 1938 aufgehoben. Als Ersatz für das niedergelegte Gemeindehaus am Kraemerplatz wurde durch Krupp das heutige an der Lutherkirche errichtet. Die in dieser Zeit erbaute Siedlung zwischen der Niebuhrstraße und der Bahnstrecke sollte als Ersatz von Kronenberg stehen.
Im Jahr 2011, als man mit Arbeiten für das Einkaufszentrum Kronenberg Center östlich der heutigen Haedenkampstraße begann, wurde in diesem östlichen Teil der ehemaligen Kolonie Kronenberg ein Luftschutzbunker für 540 Krupp-Angestellte der Gussstahlfabrik entdeckt. Die etwa einhundert Meter lange unterirdische Anlage mit 30 Räumen wurde in den 1930er Jahren erbaut.

## Heutiger Zustand
Von der ursprünglichen Arbeiterkolonie ist nahezu nichts mehr erhalten. Heute befindet sich im westlichen Bereich des Areals der ehemaligen Arbeiterkolonie Wohngebiet, meist bestehend aus Nachkriegsbauten. Im größten Bereich, heute östlich der Haedenkampstraße, befanden sich bis Ende 2011 etwas Einzelhandel und einige Brachflächen. Am 24. Oktober 2013 eröffnete hier das Einkaufszentrum Kronenberg Center.
Von den Straßenzügen existieren noch die Richter- und die Kleine Richterstraße (einst M-Straße) als damals westlichste Straße der Kolonie, die einst mittige Nord-Süd-Verbindung Haedenkampstraße (einst K-Straße), die Budde- (einst N-Straße) und die Hoeckerstraße (einst L-Straße) sowie die ehemals zentral durch Kronenberg verlaufende Ost-West-Verbindung, die Sälzerstraße (einst V-Straße). Letztere führte im Osten durch das Werksgelände, vorbei an der Zeche Vereinigte Sälzer & Neuack hin zur Westendstraße, wurde dort zur Werksstraße und durch Fabrikerweiterungen in diesem Abschnitt bald aufgegeben.
Das einzig noch heute erhaltene Gebäude der Arbeiterkolonie Kronenberg ist das der ehemaligen Bierhalle etwa aus dem Jahr 1910 mit einem Versammlungssaal für rund 1500 Personen. Es wird seit 1980 von der Evangelisch-Freikirchlichen Gemeinde Essen-Altendorf genutzt. Der Regionalverband Ruhr nahm das Gebäude Anfang 2013 in die Route der Industriekultur auf.

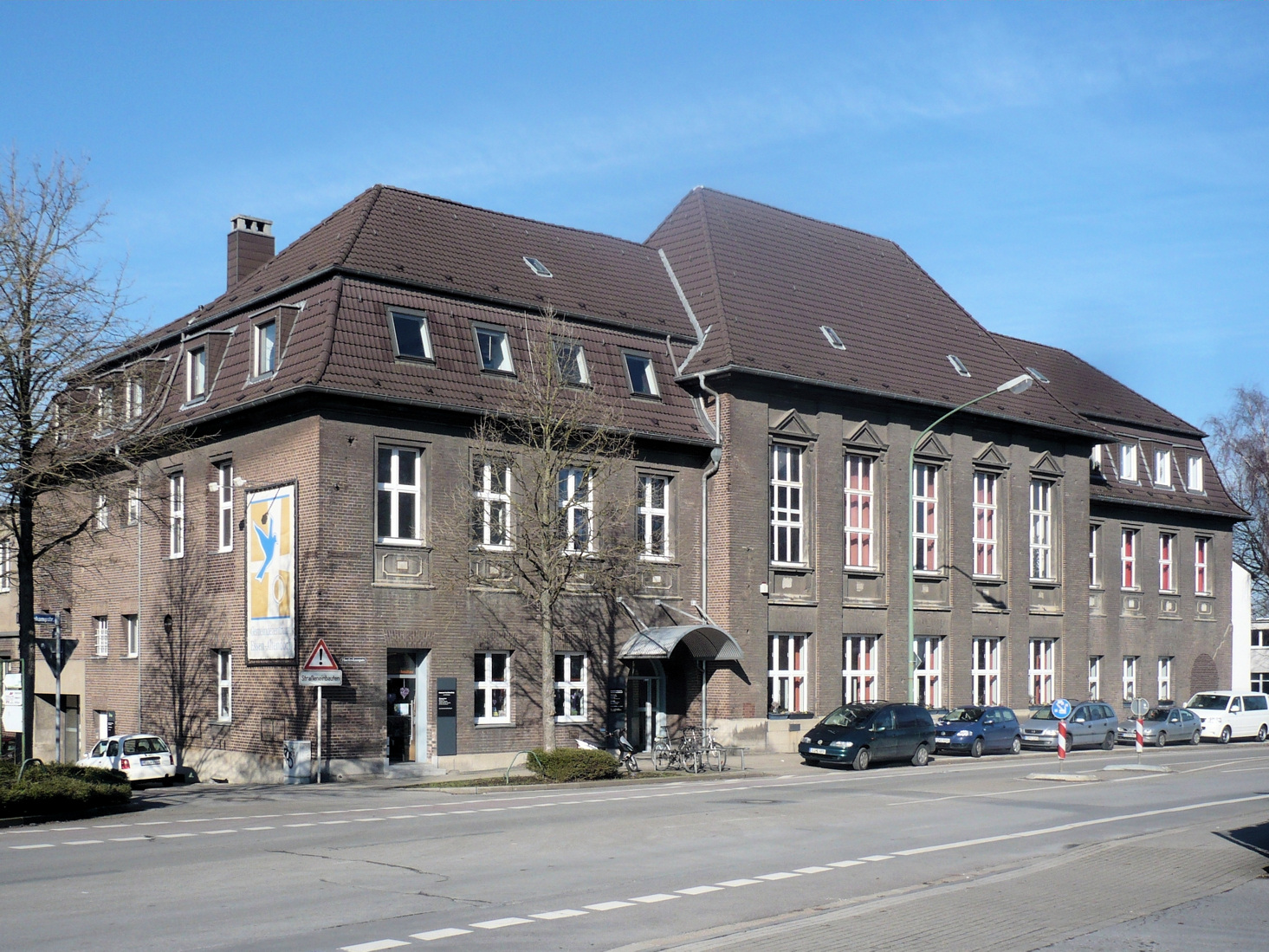
Ehemalige Bierhalle der Kolonie Kronenberg, erbaut um 1910
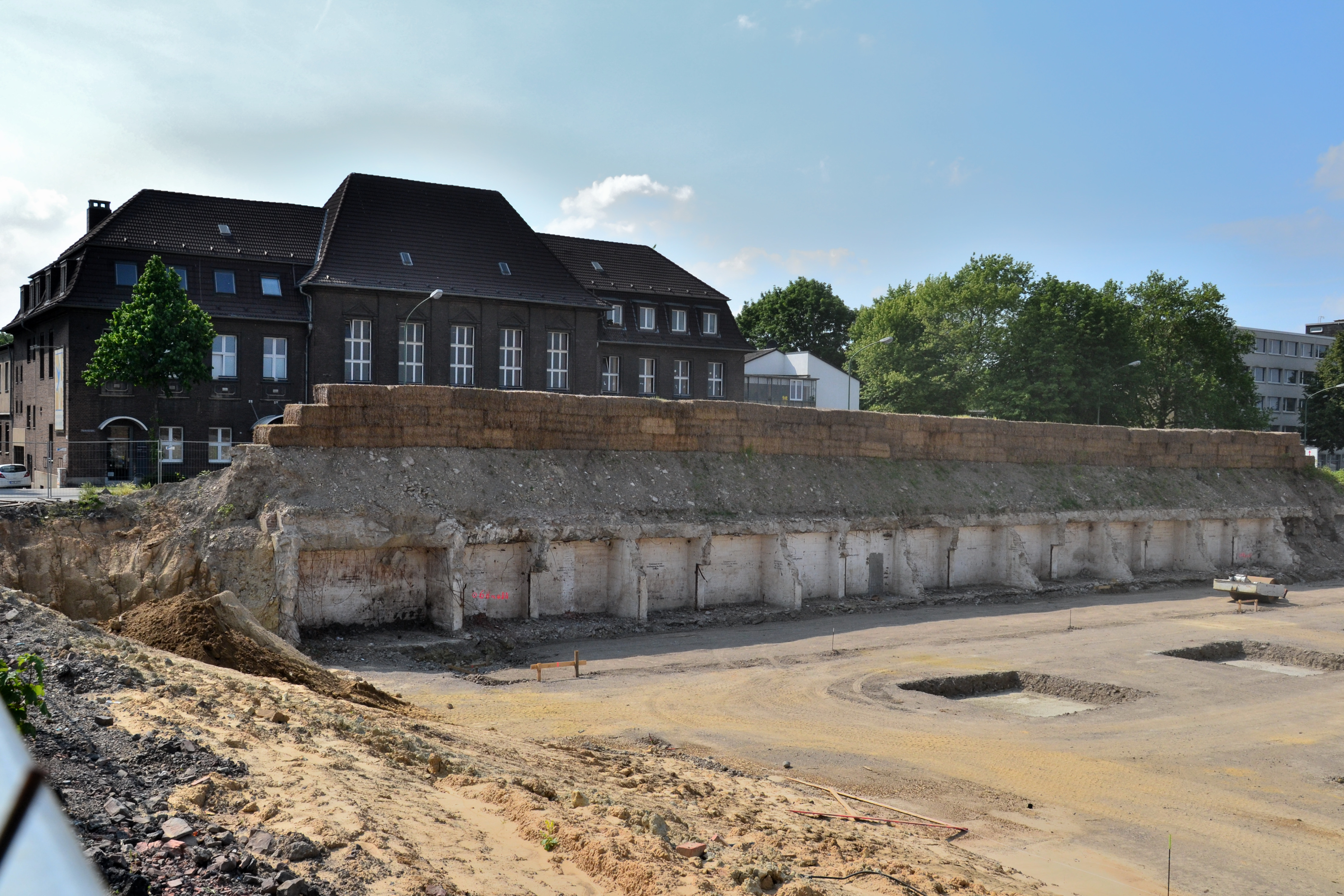
Westliche Wand der ehemaligen Luftschutzanlage östlich der heutigen Haedenkampstraße
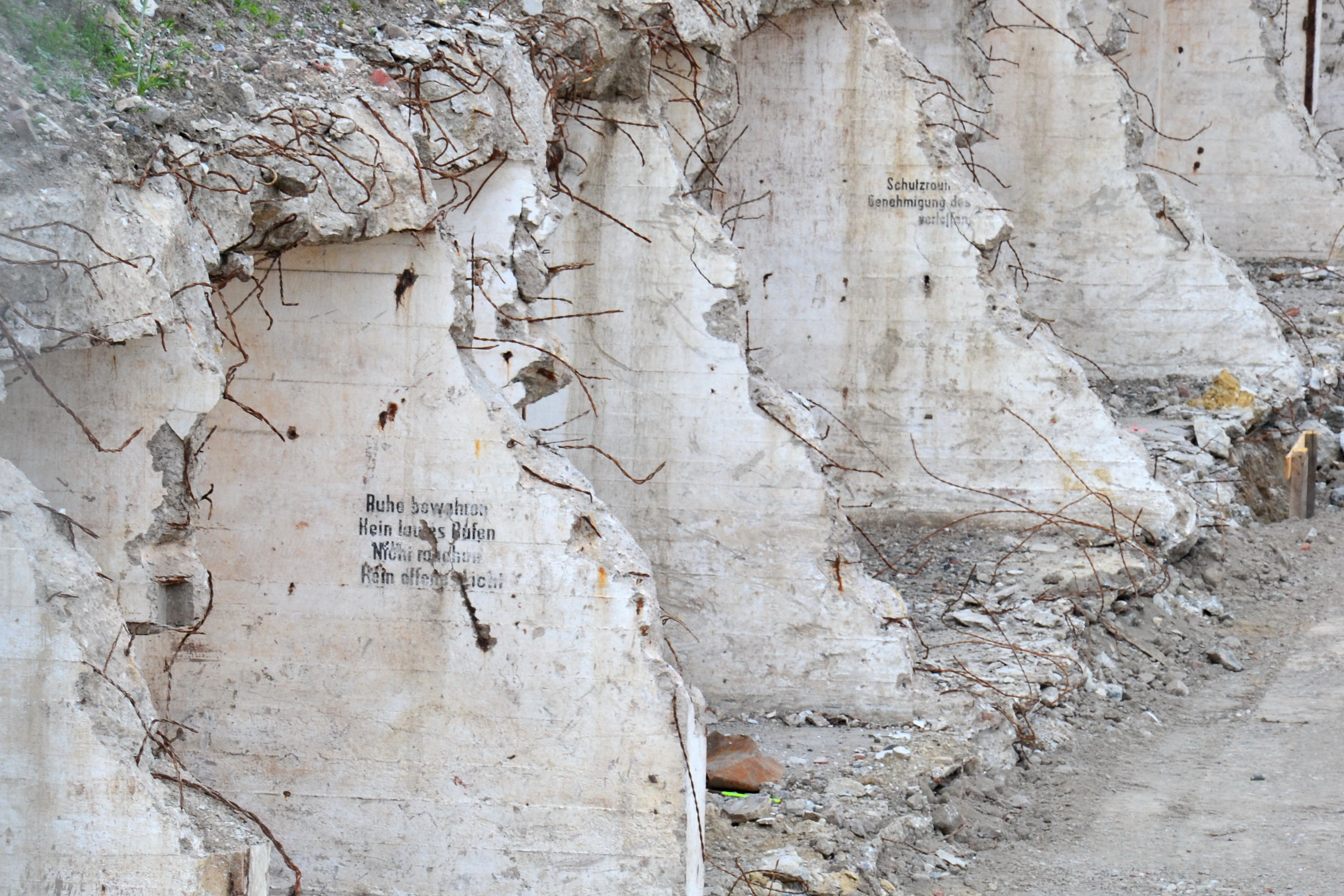
Schriftzüge in der ehemaligen Luftschutzanlage